# Юуль, Мона (датский политик)
Мона Юуль (дат. Mona Juul; род. 20 сентября 1967, Орхус) — датская политическая деятельница. Лидер Консервативной народной партии с 2024 года. Депутат фолькетинга (парламента Дании) с 2019 года. До ухода в политику — предпринимательница.

## Биография
Родилась 20 сентября 1967 года в городе Орхус на востоке полуострова Ютландия.
Выросла к югу от города Хорсенс, в многоквартирном доме в приходе Торстед в коммуне Хорсенс на востоке полуострова Ютландия. Её родители — садовник и складской работник Хеннинг Юуль Кристенсен (Henning Juul Kristensen) и технический дизайнер Карен Юуль (дат. Karen Juul). Имеет младшего брата. Семья была небогатой.
Была многообещающей футболисткой, пока не травмировала колени.
В 1984—1986 годах училась в математическом классе гимназии в Хорсенсе. В 1988—1990 годах изучала экономику бизнеса на заочной форме обучения (HA) в Южной бизнес-школе (Handelshøjskole Syd; ныне Университет Южной Дании), в 1992—1993 годах — на очной (дневной) форме обучения (HD), в 1993 году получила диплом. В 2000—2001 годах изучала стратегическое планирование в Датской школе рекламы.
В свободное от учёбы время подрабатывала, в том числе кассиршей в сети супермаркетов Føtex (1986—1987), прачечной и фургоне для мобильной торговли колбасами.
В 1990—1991 годах — продавец-консультант в компании Danline Software. В 1991—1998 годах занимала ряд должностей в сфере продаж и маркетинга в компании MD Foods (ныне Arla Foods).
В 1998–1999 годах — менеджер по работе с клиентами в компании Gynther & Company в Орхусе.
С 1999 года по 2022 год работала в рекламном агентстве Envision в Орхусе, с 1999 года — менеджер по связям с общественностью и руководитель группы, с 2003 года по 2022 год — член правления и партнёр, с 2003 по 2007 год — директор по стратегическому развитию, 11 лет — с 2007 по 2018 год — административный директор (CEO). В 2011—2019 годах — член правления (в 2013—2019 годах — член исполкома) Торговой палаты Дании (Dansk Erhverv). В 2016—2019 годах — член правления (в 2018—2019 годах — заместитель председателя) Торговой палаты Орхуса (Erhverv Aarhus). Её состояние более 50 млн датских крон, что делает её одним из самых богатых депутатов фолькетинга.
По результатам парламентских выборов 5 июня 2019 года избрана депутатом фолькетинга в округе Восточная Ютландия. Переизбрана на досрочных выборах 1 ноября 2022 года, на которых партия потеряла два мандата. Занимала ряд должностей докладчиков, в том числе по вопросам климата (с 2020 года) и бизнеса (2019—2024).
В 2023 году избрана заместителем председателя парламентской фракции. 9 февраля 2024 года назначена председателем парламентской фракции. После смерти председателя Сёрена Папе Поульсена 2 марта 2024 года от инсульта исполняющим обязанности стал Микаэль Циглер (дат. Michael Ziegler). 13 марта Мона Юуль стала политическим лидером Консервативной народной партии. Как безальтернативный кандидат избрана новым председателем на внеочередном ежегодном собрании партии 21 апреля в Хернинге.
С 2013 года — член правления медиа-агентства Orchestra в Орхусе. С 2013 года — член президиума Всемирного фонда дикой природы в Дании (WWF Denmark).
С 2017 года — член правления фонда Fængslet, который проводит культурные мероприятия в бывшей государственной тюрьме Хорсенса.
С 2018 года — член правления консалтинговой фирмы First Chair Group (FCG). С 2020 года — член правления FOF Aarhus — вечерней школы для взрослых в Орхусе. С 2022 года — член правления Bocuse d’Or Danmark — организации, представляющей Данию на всемирном конкурсе кулинарного искусства «Золотой Бокюз» (Bocuse d'Or).
В 2013 году вместе с коллегой по рекламному агентству Envision Анной Глад (Anne Glad) опубликовала книгу Glad Juul о рождественских традициях и ритуалах глазами коммерции.

## Личная жизнь
Живёт в районе Стенсбалле (Stensballe) в городе Хорсенс. Состоит в незарегистрированном браке с учителем Карстеном Андерсеном (Carsten Andersen). Детей не имеет.